# Gustaf von Düben den yngre
Gustaf von Düben den yngre, född i Stockholm 9 maj 1660, död där 5 december 1726, var en svensk friherre, musiker och hovman.

## Biografi

### Tidiga år
Han var son till Gustaf Düben den äldre och Emerentia Standaert och äldste bror till Anders von Düben den yngre, Joachim von Düben den äldre och Emerentia von Düben. Gustav von Düben anställdes 1682 som kammartjänare (kammarpage) hos kronprins Karl (senare Karl XII). Han skickades på sin fars bekostnad till bland annat Frankrike för att vidareutbilda sig i musik. 

### Karriär
Han redovisas åren 1685 till 1688 som musiker vid hovkapellets lönestat. Därefter fick han av änkedrottningen Hedvig Eleonora ett tvåårigt stipendium för fortsatta musikstudier i utlandet. Vid faderns frånfälle sökte han tjänsten som hovkapellmästare som han också genast fick. Vid sidan om denna tjänst fortsatte han en betald tjänst som kammartjänare till kronprins Karl. 
År 1698 sökte han tjänsten som hovintendent och rekommenderade samtidigt sin broder Anders som sin efterträdare, vilket beviljades. Själv inlämnade han året efter sitt frånträde som hovkapellmästare de första stadgarna för hovkapellet vilka godkändes av konungen. Gustav von Düben gifte sig 1695 med den förmögna borgar- och borgmästardottern Sara Törne och tillsammans adlades de 1698. 
Han följde från 1701 Karl XII som intendent på dennes fälttåg. Han utsågs till hovmarskalk 1712 och blev upphöjd till friherre 1718. Gustav von Düben och Sara Törne fick flera barn, varav en dotter gifte sig med Niklas Peter von Gedda. Två av sönerna var friherrarna Carl Gustav von Düben (1700–1758) och Ulric von Düben (1706–1771). Ulric von Düben gjorde också karriär inom hovet, han började som page 1712 och slutade sin karriär som hovmarskalk.

### Övriga källor
- Ättlingen Steve Palmqvists släktforskning, insamlad i arkiv m.m..
- Erik Kjellberg, Kungliga musiker i Sverige under stormaktstiden ca 1620-ca 1720, (1979).